# Chiquinha
Chiquinha (La Chilindrina, no original) é uma personagem do seriado Chaves, criada e interpretada por María Antonieta de las Nieves. Filha de Seu Madruga, é uma garota levada, esperta, mas de bom coração. Em alguns episódios, demonstra algum interesse amoroso por Chaves, principalmente naqueles em que aparece a personagem Paty, da qual enfrenta concorrência. Também tem ciúmes do pai, porque faz de tudo para tirar qualquer mulher que apareça para ele, principalmente a Dona Clotilde, em seguida a Louca da Escada ou Glória. Apesar desse negativismo, chegou a ajudar alguns personagens, como Chaves, em um episódio que ela lhe dá o seu algodão-doce. Sempre que o Senhor Barriga aparece na vila para cobrar o aluguel, Chiquinha ajuda o pai a escapar de tal cobrança. Seu choro é bem característico - ela começa a gritar "Uéééééééé! Ué, ué, ué, ué, ué, ué, ué, ué, ué, uéééééé..." enquanto esfrega o bumbum. Nas dublagens mais antigas, é chamada de Francisquinha.

## Informações ficcionais

### Nome
Chilindrina, que é o nome da personagem no seriado original, é também o nome de um pão doce salpicado de açúcar, vendido no México. Seu apelido vem daí, como revelado pelo próprio Seu Madruga no episódio em que é despejado pelo Seu Barriga. No seriado Los Supergenios de la mesa cuadrada, seu nome verdadeiro é Espergencia Valdés.
A atriz Maria Antonieta de Las Nieves também interpreta a bisavó de Chiquinha, Dona Neves, cujo nome foi escolhido devido ao sobrenome original da atriz (Nieves, traduzido em português como Neves).
Em alguns dos primeiros episódios dublados, Chaves a chama como Francisquinha, diminutivo de seu verdadeiro nome.
Durante sua gravidez, Maria Antonieta de las Nieves não atuou no seriado, e a desculpa para a ausência de sua personagem foi que esta teria ido para a casa de suas tias no interior.

## Personalidade
É travessa, baixinha, cheia de sardas, esperta e muito astuta, porém, sem muita capacidade intelectual para a escola e quase se sempre acaba apanhando dos meninos por ser travessa. Chiquinha é uma feminista convicta, e adora pregar peças e se dar bem às custas dos amigos Chaves e Quico, que sempre caem nas armações da garota. Apesar das armações, Chiquinha tem um bom coração e ama a todos. É secretamente apaixonada por Chaves, o que a faz sentir ciúmes de Paty, uma colega de colégio pela qual Chaves e Quico são apaixonados. Seu penteado é composto de duas marias-chiquinhas desalinhadas e uma pequena franja, e ela usa óculos.

## Disputa judicial de Antonieta e Bolaños
Em 2002, Maria Antonieta e Roberto Bolaños entraram em uma disputa judicial pelos direitos da personagem. Roberto registrou oficialmente como seus, todos os personagens com exceção da interpretada por de Las Nieves. Maria Antonieta declara que a criação da personagem desde a caracterização, personalidade e falas foram criadas por ela, cabendo a Chesperito apenas dar o nome. Bolaños, por sua vez, afirma ser o detentor de todos os direitos e que ela não poderia utilizar o nome original (Chilindrina).
Devido à disputa, Chiquinha não aparece no desenho animado do Chaves. Entretanto, no site oficial de Chiquinha, Maria Antonieta afirma que teria prazer em ceder seu personagem, mas foram os produtores da série (talvez se refira diretamente a Chespirito), os responsáveis pela ausência de Chiquinha na série animada, e que foi posta como a vilã da história devido a boatos sobre ela própria não ter dado permissão para o uso de sua personagem.

## Bordões
Durante a série, teve uma série de bordões:
- "Sim! Pois é, pois é, pois é!"
- "Ué, ué, ué, ué, ué!!!" (choro)
- "Eu vou contar tudo pro meu pai que você me..." (depois que alguém bate nela ou não faz o que ela quer, quase sempre ela inventa mentiras)
- "Ai, Chaves, o que você não tem de burro, você tem de burro!"
- "Ai, Chaves você só não é mais burro por falta de vitaminas"
- "Eu?" (quando mandam que ela faça algo), a que costumam responder "sim, você!", e ela retruca "Sim, claro, eu!"
- "Papaizinho lindo, meu amor!" (normalmente usado quando ela quer pedir dinheiro para comprar guloseimas. Algumas vezes, a expressão papaizinho é alterada para professorzinho, quando ela se dirige ao Professor Girafales, normalmente para conseguir melhores pontuações na escola).
- "A filhinha do Madruguinha disse com licencinha."